# Triangularin
Triangularin ist ein Pyrrolizidinalkaloid. Es handelt sich um einen Diester des Retronecins mit Angelicasäure und 2-Hydroxymethyl-2-butensäure.

## Vorkommen

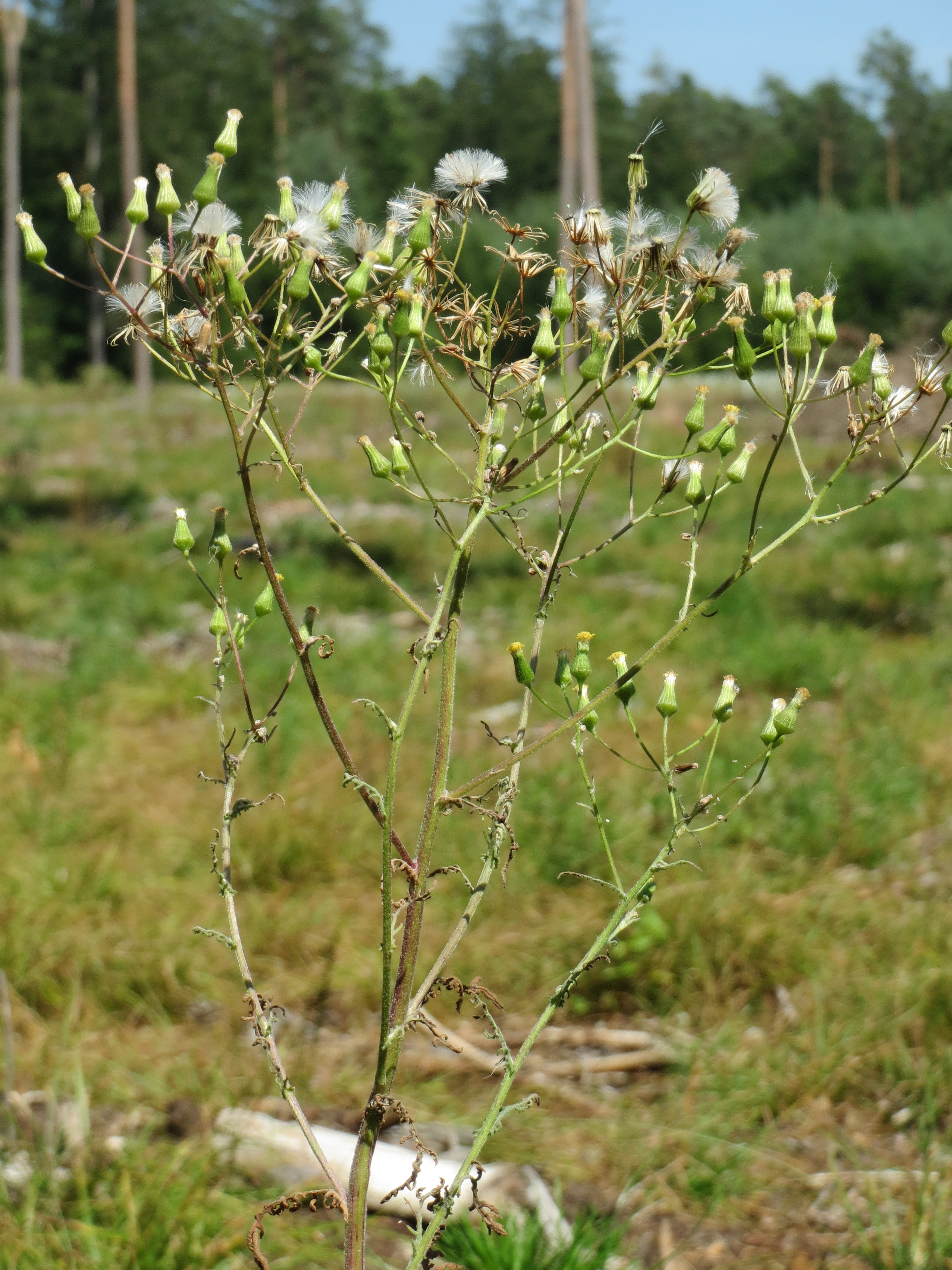
Wald-Greiskraut

Triangularin kommt in Wald-Greiskraut und Senecio triangularis (ebenfalls Gattung Greiskräuter) vor. Außerdem ist es in Pflanzen der Gattung Alkanna enthalten.